# 牛田智大
牛田 智大（うしだ ともはる、Tomoharu Ushida、1999年〈平成11年〉10月16日 - ）は、日本のクラシック音楽のピアニスト。

## 略歴
福島県いわき市生まれ、愛知県名古屋市育ち。生後間もなく父親の転勤により、家族と共に上海に転居する。1歳の頃から電子ピアノをおもちゃ代わりのように遊んでいたが、3歳の時に郎朗やユンディ・リの演奏を収録したDVDを鑑賞して夢中になり、本格的にピアノを始める。幼稚園の時に父親からピアニストになる目標に対して一度は反対されたが、「自分の人生なので、自分で決めさせて欲しい」と父親を説得した。
小学校入学時に帰国して愛知県名古屋市に転居し、名古屋市立笹島小学校を卒業した。
モスクワ音楽院ジュニアカレッジで、ユーリ・スレサレフ (en:Yuri Slesarev) 、アレクサンドル・ヴェルシーニン、アルチョム・アガジャーノフ等に師事。
2012年（平成24年）3月、日本人クラシックピアニストとしては史上最年少の12歳でユニバーサルクラシックスより、デビューアルバム『愛の夢』を発表し人気を得る。同年7月、東京オペラシティにおいてデビューリサイタルを行う。以後、日本各地で精力的にコンサートを実施。当初リサイタルではプーランクの曲と中華人民共和国の作曲家である汪立三 (de:Wang Li-san) の曲を気に入り必ず演奏していた。2013年（平成25年）9月からはショパンとリストの作品を中心にリサイタルを行う。
2014年（平成26年）、シュテファン・ヴラダー指揮によるウィーン室内管弦楽団との公演で自身初となる海外音楽家との共演を果たす。2015年（平成27年）にはミハイル・プレトニョフの指揮によるロシア・ナショナル管弦楽団と、2018年（平成30年）にはヤツェク・カスプシクの指揮によるワルシャワ国立フィルハーモニー管弦楽団との日本公演を行う。2019年（令和元年）にブリュッセルピアノフェスティバルに招待され、演奏会を行う。
作曲も行い、2012年（平成24年）秋に国立新美術館で開催された「リヒテンシュタイン展」のテーマ曲を担当。
『音楽の友』2022年12月号では、読者アンケート「あなたのもっともすきなショパン演奏家」で第1位に選ばれた。
幼少期から金子勝子に師事、日本では下田幸二に師事しており、2024年からはポーランド・ワルシャワのフレデリック・ショパン音楽大学に在籍し、ピオトル・パレチニ (en:Piotr Paleczny) にも師事している。

## 人物
漬物や味噌汁などの和食が好みである。
好きな作曲家は、シューベルト、ショパン、リスト、チャイコフスキー、ラフマニノフ、プーランク。好きな曲はショパン作曲・マズルカ へ短調 遺作 作品68-4。
プロのピアニストとして活動しつつ様々なピアニストの下で研鑽も積んでおり、2024年（令和6年）にもラ・フォル・ジュルネ TOKYOでのレナ・シェレシェフスカヤ (fr:Rena Shereshevskaya) のマスタークラスを受講したり、霧島国際音楽祭でのエリソ・ヴィルサラーゼのマスタークラスを受講している。

## エピソード
幼い頃から活字中毒で、電車通学中に電車通勤中の父親が読んでいるのを真横で一緒に読んだことがきっかけで小学3年生の頃から日本経済新聞を愛読しており、中学生の頃には重松清の小説が好きで日本経済新聞と重松清の『熱球』をいつもカバンに入れて通学中に読んでいた。学校の授業では、歌やリコーダーはあまり上手くなかった。
上海に住んでいた時に、NHKの番組を通して日本語を覚えたため、小学生のときから丁寧な言葉遣いで話していた。テレビをほとんど見ないため、有名芸能人やスポーツ選手等の名前を知らないことが多々あった。
羽生結弦の大ファンであり、自分にはまだ早いため弾けないと思っていたショパン作曲・バラード第1番も、羽生が大会で使用し「今までになかった表現、演技を磨きたい」と語った事からプログラムに入れた程であり、フランツ・リスト作曲・死の舞踏を知ったのも羽生がこの曲で滑る映像を見たのが最初である。主にソチオリンピックでの羽生のプログラム使用曲をアルバムにも収録した。
Facebookでの発信は、進学などに伴って当面は学業を優先したい等の理由から、2018年（平成30年）4月2日0時からしばらく非公開となったが、後に再開。2019年（平成31年）4月よりTwitterも開始し、翌年3月末からはしばらく非公開だったが、後に再開。

## 受賞歴
- 2005年（平成17年） - 第2回上海市琴童幼儿鋼琴電視大賽年中の部第1位
- 2008年（平成20年） - 第9回ショパン国際ピアノコンクール in ASIA小学1,2年生部門金賞第1位[注釈 2]
- 2009年（平成21年） - 第10回ショパン国際ピアノコンクール in ASIA コンチェルトA部門 金賞第1位[注釈 3]
- 2009年（平成21年） - 横浜開港150周年記念コンクール」小学生部門第1位・特別賞
- 2010年（平成22年） - 第11回ショパン国際ピアノコンクール in ASIA 小学3,4年生部門金賞第1位
- 2010年（平成22年） - 第2回ヤングピアニストコンクールC部門第1位
- 2011年（平成23年） - 第12回ショパン国際ピアノコンクール in ASIA コンチェルトB部門 金賞第1位[注釈 3]
- 2012年（平成24年） - 第13回ショパン国際ピアノコンクール in ASIA コンチェルトC部門 金賞第1位[注釈 3]
- 2012年（平成24年）2月 - 第16回浜松国際ピアノアカデミーコンクール 第1位[注釈 4]
- 2018年（平成30年）11月 - 第10回浜松国際ピアノコンクール第2位、聴衆賞、ワルシャワ市長賞[29]
- 2019年（平成31年）3月 - 第29回 (2018年度）出光音楽賞
- 2024年（令和6年）  - リーズ国際ピアノ・コンクール Medici.tv聴衆賞
- 2025年（令和7年）  - 第51回 日本ショパン協会賞[30]

## ディスコグラフィ
| 愛の夢〜牛田智大デビュー                 | 2012年3月14日 | ユニバーサルクラシックス | UCCY-9012 / UCCY-1023 |
| 想い出                                   | 2012年8月22日 | ユニバーサルクラシックス | UCCY-9015 / UCCY-1026 |
| 献呈〜リスト＆ショパン名曲集             | 2013年6月19日 | ユニバーサルクラシックス | UCCY-9018 / UCCY-1030 |
| トロイメライ〜ロマンティックピアノ名曲集 | 2014年7月2日  | ユニバーサルクラシックス | UCCY-9019 / UCCY-1039 |
| 愛の喜び                                 | 2015年6月24日 | ユニバーサルクラシックス | UCCY-9024 / UCCY-1056 |
| 展覧会の絵                               | 2016年9月14日 | ユニバーサルクラシックス | UCCY-1069 /           |
| ショパン：バラード第1番・24の前奏曲      | 2019年3月20日 | ユニバーサルクラシックス | UCCY-1096 /           |
| ショパン・リサイタル2022                 | 2022年8月31日 | ユニバーサルクラシックス | UCCY-1115 / UCXY-1003 |

## 出演歴

### テレビ番組
- 2011年（平成23年）10月2日、2012年4月1日、2019年4月27日、テレビ朝日系列 『題名のない音楽会』
- 2012年（平成24年）3月7日、日本テレビ系列 『ヒルナンデス』
- 2012年（平成24年）3月18日、日本テレビ系列 『シューイチ」
- 2012年（平成24年）3月22日、5月2日、7月18日、2013年7月30日、日本テレビ系列 『スッキリ!!』
- 2012年（平成24年）3月23日、TBS系列 『みのもんたの朝ズバッ!』
- 2012年（平成24年）4月1日、東海テレビ 『スタイルプラス』
- 2012年（平成24年）4月22日、日本テレビ系列 『行列のできる法律相談所』
- 2012年（平成24年）5月3日、2016年5月2日、フジテレビ系列 『ノンストップ!』
- 2012年（平成24年）5月4日、読売テレビ 『朝生ワイド す・またん!&ZIP!』
- 2012年（平成24年）5月7日、関西テレビ 『That'sミーハーテイメント!! 流行りん♥モンロー!』
- 2012年（平成24年）7月18日、NHK 『おはよう日本』
- 2012年（平成24年）10月13日、BS-TBS 『リヒテンシュタイン展 SP 華麗なる侯爵家の秘宝』
- 2013年（平成25年）3月29日、NHK BSプレミアム 『クラシック倶楽部こどものための音楽会』
- 2013年（平成25年）8月30日、NHK 『あさイチ』（特選エンタ）
- 2013年（平成25年）8月30日、関西テレビ 『にじいろジーン』
- 2016年（平成28年）5月2日、NHK 『プロフェッショナル 仕事の流儀』
- 2017年（平成29年）3月31日、毎日放送 『ナミノリ! ジェニー』
- 2018年（平成30年）5月30日、日本テレビ 『ナカイの窓』楽器の世界（楽器を弾く人3）[32]
- 2019年（平成31年）1月14日、NHK BSプレミアム 『「蜜蜂と遠雷」若きピアニストの18日』
- 2021年（令和3年）12月25日、NHK BSプレミアム 『ショパンに挑みし者たち〜2021 ショパン国際ピアノコンクール』
- 2022年（令和4年）4月30日、BSテレ東 『おんがく交差点』

## 関連書籍
- 伊熊よし子 著『リトル・ピアニスト 牛田智大』（2013年6月、扶桑社） ISBN 9784594068509